# Alexander Karim
Alexander Karim est un acteur suédois né le 26 mai 1976 à Uppsala.

## Filmographie

### Cinéma
- 2001 : Fyra kvinnor : Alexander
- 2002 : Malcolm : Malcolm
- 2002 : Tompta Gudh : Amir
- 2003 : Capricciosa : Kamal
- 2005 : Det odödliga : Adrian
- 2005 : Om Sara : Pelle
- 2006 : Om Gud vill : Mohammed
- 2006 : Du & jag : Annas kille Steve
- 2008 : Det som ingen ved
- 2009 : Äntligen midsommar! : Micke
- 2011 : Varg Veum – Svarte får : Alexander Latoor
- 2012 : Johan Falk: Kodnamn: Lisa : Niklas Saxlid
- 2012 : Zero Dark Thirty : un prisonnier sur le minoteur
- 2013 : För Sverige i Tiden : Markus
- 2013 : 42
- 2013 : Passagerare : Sila
- 2014 : Lev stærkt : Jobbe
- 2014 : Allt vi delar : Samir
- 2014 : La Sentinelle : Muhammad Banir
- 2014 : Kapten Sverige : Captain Sweden
- 2015 : Braquage à la suédoise : Ragnar Vanheden
- 2015 : Beginning of the End : Kristof
- 2016 : The Box : Douge
- 2017 : Double Play : Bubu
- 2019 : Ring mamma! : Alex
- 2021 : Jordbundna : Max
- 2021 : Glaciär : Erik
- 2021 : Bröllop, begravning och dop - Filmen : Schiff
- 2022 : The Woman Under the Bed : Ferris
- 2024 : Shadow Land : Nathan Malone
- 2024 : Face à la mer : L'Histoire de Trudy Ederle : Benji Zammit
- 2024 : Gladiator 2 : Ravi
- 2024 : The Dog : MZ

### Télévision
- 2004-2005 : Orka! Orka! : Kenny (2 épisodes)
- 2005 : En decemberdröm : Vaktis (7 épisodes)
- 2006 : Tatort : un barman (1 épisode)
- 2007 : Andrea Avenyn : Fredrik Fersen (8 épisodes)
- 2011 : Varg Veum : Alexander (1 épisode)
- 2012 : The Last Weekend : Milo (3 épisodes)
- 2013-2014 : Real Humans : 100 % humain : Douglas (7 épisodes)
- 2014 : Söder om Folkungagatan : Marten (4 épisodes)
- 2014-2016 : Tyrant : Ihab Rashid (30 épisodes)
- 2018 : Meurtres à Sandhamn : Carsten (1 épisode)
- 2018-2020 : Advokaten : Frank Nordling (18 épisodes)
- 2019-2020 : Une si belle famille: Schiff (8 épisodes)
- 2020 : Tunn is : Viktor Baker (8 épisodes)
- 2020 : We Got This : Alex (6 épisodes)
- 2021 : The Box : Détective Thomas Lovell (7 épisodes)
- 2021-2023 : La Roue du temps : Lews Therin Telamon (2 épisodes)
- 2022 : Clark : Lafayette (1 épisode)
- 2023 : Abysses : Dr Sigur Johanson (8 épisodes)